# Katar-Krise 2017 bis 2021

Grün: Katar
Rot: Boykotteure
Rosa: diplomatische Einschränkungen
Schwarz: Libyen (nur eine Regierungspartei boykottierend)

Die Katar-Krise 2017 bis 2021 war eine politische Krise in der arabischen Welt, in der unter anderem Saudi-Arabien dem Emirat Katar vorwarf, terroristische Gruppen in der Region zu unterstützen. Saudi-Arabien und seine Verbündeten Ägypten, Bahrain und die Vereinigten Arabischen Emirate setzten die diplomatischen Beziehungen zu Katar am 5. Juni 2017 aus und schlossen ihre Grenzen zu dem Land. Mitte August gab Saudi-Arabien bekannt, seine Grenze zu Katar zum Haddsch für muslimische Pilger zu öffnen. Im Januar 2021 beendete Saudi-Arabien die Blockade gegen Katar unter der Vermittlung Kuwaits.

## Hintergrund
Die Hauptakteure der Krise – Saudi-Arabien, die Vereinigten Arabischen Emirate und Bahrain – sind wie Katar Mitglieder des Golf-Kooperationsrates, dessen Zweck die Zusammenarbeit ihrer Mitglieder in der Außen- und Sicherheitspolitik sowie die Förderung der wirtschaftlichen und gesellschaftlichen Beziehungen ist.
Katar gilt neben der Türkei unter Erdoğan als wichtigster Unterstützer der Muslimbruderschaft und anderer radikaler Gruppen. Die Muslimbrüder werden mit ihrer Forderung zum Aufbau eines islamischen Staates von den arabischen Herrscherhäusern als Bedrohung ihrer Monarchien betrachtet.
Nach Einschätzung von Experten unterstützt die katarische Regierung islamistische Terrorgruppen wie al-Qaida, die syrisch-oppositionelle al-Nusra-Front und den Islamischen Staat. Katar führt zwar eine Liste von Terrororganisationen, 2014 hatte sie jedoch keinen einzigen Eintrag. Viele islamistische Terroristen leben seit Jahren trotz internationaler Proteste unbehelligt in Katar, ihre Auslieferung ist eine der Forderungen Saudi-Arabiens. Die katarische Regierung räumt ein, die palästinensisch-islamistische Terrororganisation Hamas zu unterstützen.
Eine Rolle bei der Eskalation der diplomatischen Krise spielte eine von einem unbekannten Urheber lancierte Falschmeldung. CNN berichtete unter Berufung auf US-Geheimdienstmitarbeiter, dass das System der staatlichen Nachrichtenagentur Katars gehackt worden sei und über sie Fehlinformationen verbreitet worden seien. Die Washington Post meldete später ebenfalls unter Berufung auf US-Geheimdienstmitarbeiter, der Hackerangriff sei von den Vereinigten Arabischen Emiraten ausgegangen.
In einer demnach gefälschten Meldung soll sich die katarische Regierung positiv über den Iran und Israel geäußert haben, was die arabischen Nachbarn stark verärgerte. Zudem soll in dem Bericht in Frage gestellt worden sein, ob sich Donald Trump als US-Präsident im Amt halten könne. Katars Außenminister Scheich Mohammed Bin Abdulrahman al-Thani sagte CNN, das FBI habe den Hackerangriff und die „Fake-News“-Geschichte bestätigt. Alle Vorwürfe an sein Land basierten auf diesen Fehlinformationen.
Diese Meldung soll laut Medienberichten tatsächlich Saudi-Arabien und weitere Länder zu dem Schritt bewogen haben, ihre diplomatischen Beziehungen zu dem Land abzubrechen.

## Boykott
Die finanzielle und logistische Hilfe Katars für radikal-islamische Organisationen, vor allem die Muslimbrüder, war ein entscheidender Grund für Saudi-Arabien sowie die Vereinigten Arabischen Emirate, Bahrain und Ägypten, die Beziehungen zu der Monarchie abzubrechen und das Land weitestgehend zu isolieren. Sie kappten alle Land-, See- und Luftanbindungen. Der staatlichen Fluggesellschaft Qatar Airways wurde keine Landegenehmigung mehr erteilt und die Überflugrechte entzogen.
Katar erklärte sich zum Dialog mit Saudi-Arabien, Bahrain und den Vereinigten Arabischen Emiraten bereit, auch dürften die Bürger der arabischen Staaten im Land bleiben. Das Land heuerte für 2,5 Millionen US-Dollar die US-Rechtsberatungsfirma von Ex-Präsident George W. Bush an, um sich bei den Bemühungen des Landes beraten zu lassen, gegen die finanzielle Unterstützung terroristischer Gruppen vorzugehen. John Ashcroft will die Aktion persönlich leiten.

## Unterstützung durch den Iran und die Türkei
Der Iran schickte Flugzeuge mit Lebensmitteln nach Katar. Die Maschinen brachten frische Nahrungsmittel, hauptsächlich Obst und Gemüse, in das Emirat. In der iranischen Hafenstadt Dajjer, die am Persischen Golf liegt, sollen drei iranische Schiffe mit 350 Tonnen Lebensmitteln für Katar auslaufen, sagte der dortige Hafenchef. Der Iran stellte Qatar Airways den iranischen Luftraum für Flüge nach Europa und Afrika zur Verfügung.
Die Türkei versorgt Katar seit Mitte Juli als Blockadebrecher mit 200 Frachtfliegern und einem Schiff mit Lebensmitteln und sonstigen Waren. Nach Ansicht von Experten hat die Unterstützung weniger ökonomische Gründe als politische. Zwar ist Katar ein wichtiger Handelspartner, Saudi-Arabien und die anderen Blockadestaaten sind jedoch für den türkischen Handel viel wichtiger. Entscheidend sei vielmehr, dass Katar und die Türkei seit längerem die Muslimbrüder unterstützen, hierbei spielt der katarische Staatssender Al Jazeera, der weltweit empfangen werden kann, eine besonders große Rolle.

## Ultimatum vom 22. Juni 2017
Nach Medienberichten übermittelte das als Mittler fungierende Kuwait am 22. Juni 2017 einen von Ägypten, Bahrain, Saudi-Arabien und den Vereinigten Arabischen Emiraten (VAE) erstellten Forderungskatalog mit 13 Punkten an Katar. Zu den Forderungen gehören die Reduzierung der Verbindungen Katars zum Iran, die Schließung sowohl des seit Mai 2016 bestehenden türkischen Militärstützpunktes in Doha als auch des Nachrichtensenders Al Jazeera, die Ausweisung aller Bürger der vier Staaten aus Katar sowie die direkte Überstellung aller als Terroristen gesuchten Personen des Islamischen Staates (IS), al-Qaidas sowie der schiitischen Miliz Hisbollah und der Muslimbruderschaft. Zur Umsetzung der Forderungen erhielt Katar eine Frist von zehn Tagen. Die Regierung Katars wies die 13 Forderungen am 25. Juni 2017 zurück, sie seien weder angemessen noch gerechtfertigt. Die iranische und die türkische Regierung stellten sich hinter Katar.
Auf Bitte des Emirs von Kuwait, der in der Krise vermittelt, wurde das Ultimatum am 3. Juli um zwei Tage verlängert. Zuvor hatte der katarische Außenminister Mohammed bin Abdulrahman al-Thani erklärt, man stehe bereit, das Land militärisch zu verteidigen. Das Verstreichen des Ultimatums hatte zunächst keine Folgen; das Embargo blieb bestehen.

## Reaktionen
Der Sprecher der US-Regierung, Sean Spicer, teilte mit, dass sein Land die Vorgänge als „Familienangelegenheit“ betrachte und dass die betroffenen Länder diese unter sich ausmachen sollten. US-Außenminister Rex Tillerson rief Saudi-Arabien und seine Verbündeten dazu auf, die Blockade zu lockern. Präsident Donald Trump bekräftigte hingegen die Unterstützung für das Vorgehen Saudi-Arabiens.
Der türkische Präsident Recep Tayyip Erdoğan kritisierte die Isolation Katars. Niemand würde davon profitieren; das Land führe einen effektiven Kampf gegen Terrorgruppen. Er rechnete Katar an, in dem Konflikt „einen kühlen Kopf“ zu bewahren und konstruktiv zu sein. Eine Eilentscheidung des türkischen Parlaments zur Truppenstationierung in Katar machte es Erdoğan möglich, innerhalb kurzer Zeit bis zu 3000 türkische Soldaten und Kampfflugzeuge in Katar stationieren zu können, um der dortigen Regierung im Streit mit ihren arabischen Nachbarn beizustehen. Katar investiert schätzungsweise fast 20 Milliarden US-Dollar in der Türkei.
Der damalige deutsche Bundesaußenminister Sigmar Gabriel (SPD) sagte in einem Interview, die Isolation des Emirats Katar durch Saudi-Arabien und seine Verbündeten sei gefährlich, und es bestehe die Gefahr, dass aus dieser Auseinandersetzung ein Krieg werden könne. Die gezeigte Härte zwischen Brudernationen und Nachbarstaaten sei „dramatisch“. Er sprach mit seinen Amtskollegen aus Saudi-Arabien, Katar, der Türkei, dem Iran und Kuwait und versuchte zu vermitteln. Gabriel lobte ausdrücklich die klare Haltung des US-Außenministers Rex Tillerson.
Nach Angaben des Auswärtigen Amtes waren viele deutsche Staatsangehörige von dem Konflikt um Katar betroffen; laut der Frankfurter Allgemeinen Sonntagszeitung lebten damals dort rund 2000 Personen mit deutschem Pass.
Die EU-Außenbeauftragte Federica Mogherini forderte beide Seiten auf, eine weitere Eskalation des Konfliktes zu verhindern und gleichzeitig einen politischen Dialog zur Lösung aufzunehmen. Mogherini betonte das gute Verhältnis der Europäischen Union mit allen Golfstaaten und verwies darauf, dass die Union trotz der Krise weiterhin die Verbindung zu allen Staaten der Region pflegen werde.
Die Vereinigten Arabischen Emirate dementierten über ihren US-Botschafter eine Verwicklung in einen Hackerangriff auf Katar.

## Grenzöffnung zum Haddsch
Ende Juli 2017 warf Katar dem Nachbarland Saudi-Arabien vor, katarische Bürger bei ihrer muslimischen Pilgerreise Haddsch nach Mekka zu behindern. Mitte August 2017, zwei Wochen vor dem Haddsch, gab Saudi-Arabien bekannt, seine Grenze zu Katar für Pilger öffnen zu wollen. König Salman ibn Abd al-Aziz habe angeordnet, auf elektronische Einreisegenehmigungen am Grenzübergang Salwa zu verzichten. Salman plane auch, auf eigene Kosten seinen Privatjet für katarische Pilger einsetzen zu lassen und diese an den Flughäfen von Dammam und Al-Ahsa als persönliche Gäste weitertransportieren zu lassen.

## Erneute Verschärfung des Konflikts im Mai 2020
Im Mai 2020 startete Saudi-Arabien eine Desinformationsattacke gegen Katar in den sozialen Medien, vor allem auf Twitter. Die kursierenden Desinformationen bezogen sich auf einen angeblichen Putsch in Katar und wurden mit gefälschten und veralteten Videos sowie gefälschten Tweets gefüttert. In kürzester Zeit bekamen die Gerüchte große Aufmerksamkeit. Wie schon 2017 nutzte Saudi-Arabien soziale Medien, um den Ruf seines Nachbarlandes Katar zu beschädigen und von eigenen Problemen abzulenken. Annäherungsversuche in der Katar-Krise aus dem Jahr 2019 wurden damit zunichtegemacht.